# Hausz Badżd
Hausz Badżd (arab. حوش بجد) – wieś w Syrii, w muhafazie Damaszek. W 2004 roku liczyła 604 mieszkańców.